# Gruffydd Maelor I

Wappen von Gruffydd Maelor I

Gruffydd ap Madog, auch Gruffydd Maelor I († 1191) war ein Fürst des walisischen Fürstentums Powys. Er war der Begründer der Herrscherfamilie, die den Nordteil von Powys im 13. Jahrhundert beherrschte. Er erhielt seinen Beinamen nach Maelor, einem Teil seines Reiches, und zur Unterscheidung von seinem Enkel Gruffydd Maelor II († 1269).
Er war ein Sohn von Madog ap Maredudd und dessen Frau Susanna, einer Tochter von Gruffydd ap Cynan. Nachdem ihr Vater und ihr ältester Bruder Llywelyn 1160 gestorben waren, teilten die überlebenden Söhne das Reich unter sich auf. Ihr Cousin Owain Cyfeiliog, der bereits unter ihrem Vater Unterherrscher von Cyfeiliog gewesen war, wurde nun Herrscher des südlichen Teils von Powys. Den nördlichen Teil nördlich des Rhaeadr erhielten Gruffydd und seine Brüder Owain Fychan und Owain Brogyntyn. Gruffydd erhielt die Commotes Maelor und Iâl. Später konnte er sein Reich um Nanheudwy und nach dem Tod seines Bruders Owain Fychan 1187 um Cynllaith und Lower Mochnant erweitern. Somit konnte er bis auf Penllyn und Edeirnion, die im Besitz seines Halbbruders Owain Brogyntyn waren, den nördlichen Teil von Powys wieder vereinigen. 
Er heiratete seine Cousine Angharad, eine Tochter von Owain Gwynedd. Er hatte zwei Söhne, Madog und Owain. 